# Miss Caruso
Miss Caruso é uma personagem de ficção do filme Com 007 Viva e Deixe Morrer, da série cinematográfica de James Bond, o primeiro estrelado por Roger Moore como o espião britânico.

## Características
Caruso é uma agente do Serviço Secreto Italiano e a primeira bond girl da Era Roger Moore como Bond. Aparece no início do filme e parece ter problemas com sua agência, pois desapareceu para ficar com 007.

## Filme
Miss Caruso e James Bond estão na cama da casa dele dormindo, quando são acordados por batidas na porta dadas por M, o chefe do MI-6, que precisa de 007 urgentemente para uma missão. Enquanto dá instruções ao espião, ele menciona que o serviço secreto italiano  o consultou sobre o desaparecimento de uma de suas agentes. Enquanto Bond faz café e leva M para a cozinha a fim de distraí-lo, Caruso se esgueira da cama para se esconder num armário quando Miss Moneypenny entra na casa atrás do chefe e a vê, mas Caruso lhe faz um sinal silencioso para que fique calada.
Quando vai se retirar, M vai até o armário para pegar seu casaco ali colocado antes de Caruso entrar nele, mas Moneypenny é mais rápida, e pega o casaco do chefe, saindo com ele não sem antes se despedir de Bond com um "Adeus, James, ou eu deveria dizer: Ciao, Belo!"
Depois que a dupla do MI-6 se vai, Bond se desculpa com Caruso pela situação e vendo que ela se veste para sair, começa a abrir o zipper do vestido da agente com o ímã de seu relógio magnético, para levá-la de volta à cama.